# الإسلام في كازاخستان
الإسلام هو أكبر ديانة تمارس في كازاخستان، بتقديرات بحوالي 72% من سكان البلاد مسلمون. الكازاخستانيون هم في الغالب من المسلمين السنة وعلى المذهب الحنفي. هناك أيضًا عدد قليل من الشيعة وقليل من الأحمدية. من الناحية الجغرافية، فإن كازاخستان هي الدولة ذات الأغلبية المسلمة في أقصى شمال العالم. يشكل الكازاخ أكثر من نصف إجمالي السكان، وتشمل المجموعات العرقية الأخرى ذات الخلفية الإسلامية الأوزبك والأويغور والتتار. وصل الإسلام لأول مرة إلى الأطراف الجنوبية للمنطقة في القرن الثامن من العرب. وفقًا للدستور، تعلن جمهورية كازاخستان نفسها كدولة ديمقراطية وعلمانية وقانونية واجتماعية، وقيمها العليا هي الإنسان وحياته وحقوقه وحرياته.
ارتبط وصول الإسلام إلى كازاخستان بوصوله إلى وسط آسيا، إلى طشقند وسمرقند وبخارى، وعندما تولى قتيبة بن مسلم الباهلي خراسان في سنة 88 هـ دخلت فتوح الإسلام في بلاد ما وراء النهر مرحلة جديدة، وصلت إلى حد الاستقرار، وقد عبر قتيبة النهر في المرحلة الأولى من جهاده واستطاع ان يغير في المرحلة الثانية من جهاده على بخارى، وفي المرحلة الثالثة (بين سنتي 90 هـ و93 هـ) استطاع أن يثبت راية الإسلام في حوض جيجون، وفي المرحلة الرابعة من جهاده استطاع توجية الحملات إلى ولايات نهر سيحون فيما بين سنتي 94 هـ - و96 هـ وامتد النفود الإسلامي إلى فرغانة في أعالي نهر سيحون، وسرداريا واستمر جهاده بهذه النطقة قرابة 14 عاماً، وصلت فتوحاته إلى مدينة كشغر على حدود الصين. وهكذا ثبت قتيبة بن مسلم انتشار الدعوة فيما وراء نهر سيحون، وأرسل عمر بن عبد العزيز إلى ملوك ما وراء النهر يدعوهم إلى الإسلام وأسلم البعض، وسارع أهالى من بقي في بلاد ما وراء النهر إلى اعتناق الإسلام في عهد هشام بن عبد الملك، وزاد انتشار الإسلام في منطقة قازاخستان في عهد العباسيين، وازدهر الإسلام عندما أسلم الخواقين من آل بوغرا، ومكن الدعوة الإسلامية إسلام الأتراك السلاجقة، ودمرت معظم الحضارة الإسلامية عندما تعرضت المنطقة لغزو المغول.
وعندما اعتنق المغول الإسلام تحولوا إلى قوة عظيمة لنشر الإسلام واهتم الإمير المغولي بركة خان بنشر الإسلام في كافة بلاد الروس، غير أن الروس في عهد القياصرة بدؤوا محاولاتهم للسيطرة على منطقة آسيا خلال القرن الثامن والتاسع، واستغرق اخضاع الروس لوسط آسيا مدة تزيد على 182 عاماً، وجرد الشيوعيون حملات على الجمهوريات الإسلامية التي كونت جبهة مقاومة من الجمهوريات الإسلامية بالتركستان، ولم يتم القضاء على تلك المقاومة إلا في سنة (1353 هـ - 1934 م)، ولم يتم إدماج جمهورية قازاخستان إلا في سنة (1355 هـ/1936 م). وأعلنت قازاخستان انضمامها إلى اتحاد الكومنوليت الروسي والذي تأسس من روسيا الاتحادية، واكرابينا، وروسيا البيضاء وأوزبكستان. وأغلق الروس المدارس الإسلامية في قازاخستان، وأغلقت وهدمت الآلاف المساجد.

## التاريخ
دخل الإسلام إلى منطقة كازاخستان خلال القرن الثامن عندما وصل العرب إلى آسيا الوسطى. انتشر الإسلام في البداية في الأجزاء الجنوبية من تركستان ثم انتشر تدريجياً في اتجاه الشمال. كما ترسخ الإسلام بسبب القهر المتعصب للحكام السامانيين، ولا سيما في المناطق المحيطة بطراز حيث اعتنق عدد كبير من السكان الأصليين الإسلام. بالإضافة إلى ذلك، في أواخر القرن الرابع عشر، نشرت القبيلة الذهبية الإسلام بين التتار وغيرهم من قبائل آسيا الوسطى. خلال القرن الثامن عشر، ازداد النفوذ الروسي بسرعة تجاه المنطقة. أظهر الروس في البداية بقيادة الإمبراطورة كاثرين، استعدادهم للسماح للإسلام بالازدهار حيث تمت دعوة رجال دين مسلمين إلى المنطقة للدعوة بين الكازاخ الذين اعتبرهم الروس «متوحشين»، يجهلون الأخلاق.
تغيرت السياسة الروسية تدريجياً نحو إضعاف الإسلام من خلال إدخال عناصر ما قبل الإسلام من الوعي الجماعي. تضمنت هذه المحاولات طرقًا لمدح شخصيات تاريخية ما قبل الإسلام وفرض شعور بالدونية من خلال إرسال الكازاخيين إلى مؤسسات عسكرية روسية رفيعة المستوى. رداً على ذلك، حاول القادة الدينيون الكازاخستانيون إثارة الحماسة الدينية من خلال تبني القومية التركية، على الرغم من تعرض العديد منهم للاضطهاد نتيجة لذلك. خلال الحقبة السوفيتية، بقيت المؤسسات الإسلامية فقط في المناطق التي كان فيها عدد الكازاخيين يفوق عدد غير المسلمين بشكل كبير بسبب الممارسات الإسلامية اليومية. في محاولة لمواءمة الكازاخيين مع الأيديولوجيات الشيوعية، كانت العلاقات بين الجنسين والجوانب الأخرى للثقافة الكازاخستانية أهدافًا رئيسية للتغيير الاجتماعي.
في الآونة الأخيرة، استخدم الكازاخستانيون تدريجيًا جهودًا حازمة في تنشيط المؤسسات الدينية الإسلامية بعد سقوط الاتحاد السوفيتي. في حين أن الكازاخ ليسوا أصوليين بشدة، إلا أنهم يواصلون التماشي مع عقيدتهم الإسلامية، وكانوا أكثر التزامًا في الريف. أولئك الذين يزعمون أنهم ينحدرون من المحاربين والدعاة المسلمين الأصليين في القرن الثامن يحظون باحترام كبير في مجتمعاتهم. كما شددت الشخصيات السياسية الكازاخستانية على ضرورة رعاية الوعي الإسلامي. على سبيل المثال، أكد وزير الشؤون الخارجية الكازاخستاني مارات تازين مؤخرًا أن كازاخستان تعلق أهمية على استخدام «الإمكانات الإيجابية للإسلام، والتعرف على تاريخه وثقافته وتراثه».
حاولت السلطات السوفيتية تشجيع شكل من أشكال الإسلام الخاضع للرقابة تحت الإدارة الروحية لمسلمي آسيا الوسطى وكازاخستان كقوة موحدة في مجتمعات آسيا الوسطى، بينما في نفس الوقت تحظر الحرية الدينية الحقيقية. منذ الاستقلال ازداد النشاط الديني بشكل ملحوظ. تسارعت عملية بناء المساجد والمدارس الدينية في التسعينات، بمساعدة مالية من تركيا ومصر والمملكة العربية السعودية بشكل أساسي. في عام 1991 كان هناك 170 مسجدًا يعمل مع أكثر من نصفها حديث البناء. في ذلك الوقت، كان ما يقدر بنحو 230 جالية مسلمة نشطة في كازاخستان. ومنذ ذلك الحين ارتفع عدد المساجد إلى 2320 مسجدًا حتى 2013. في عام 2012 كشف رئيس كازاخستان النقاب عن مسجد خازرت سلطان جديد في العاصمة، وهو أكبر دار عبادة للمسلمين في آسيا الوسطى.

## الإسلام والدولة
في عام 1990 أنشأ نور سلطان نزارباييف، السكرتير الأول للحزب الشيوعي الكازاخستاني، أساسًا للدولة للإسلام عن طريق إزالة كازاخستان من سلطة المجلس الإسلامي لآسيا الوسطى، الإدارة الدينية المعتمدة من السوفييت والموجهة سياسياً لجميع آسيا الوسطى. بدلاً من ذلك، أنشأ نزارباييف مفتياً منفصلاً، أو سلطة دينية، لمسلمي كازاخستان.
مع التركيز على الحكومات الإسلامية في إيران وأفغانستان المجاورتين، حظر كتاب دستور 1993 الأحزاب السياسية الدينية على وجه التحديد. يحظر دستور عام 1995 المنظمات التي تسعى إلى إثارة الفتنة العرقية أو السياسية أو الدينية، ويفرض رقابة حكومية صارمة على المنظمات الدينية الأجنبية. كما فعل سابقتها، ينص دستور عام 1995 على أن كازاخستان دولة علمانية. وهكذا فإن كازاخستان هي الدولة الوحيدة في آسيا الوسطى التي لا يعطي دستورها مكانة خاصة للإسلام. رغم ذلك انضمت كازاخستان إلى منظمة التعاون الإسلامي في نفس العام. استند هذا الموقف إلى السياسة الخارجية لحكومة نزارباييف بقدر ما استند إلى الاعتبارات الداخلية. وإدراكًا منه لإمكانية الاستثمار من الدول الإسلامية في الشرق الأوسط، فقد زار نزارباييف إيران وتركيا والمملكة العربية السعودية وسلطنة عمان؛ في الوقت نفسه، فضل تصوير كازاخستان كجسر بين الشرق الإسلامي والغرب المسيحي. على سبيل المثال، قبل في البداية صفة مراقب فقط في منظمة التعاون الاقتصادي التي يغلب المسلمون على دولها الأعضاء. كانت أول زيارة للرئيس إلى مدينة مكة المكرمة عام 1994، جزءًا من خط سير الرحلة الذي تضمن أيضًا زيارة البابا يوحنا بولس الثاني في الفاتيكان.

## معرض صور

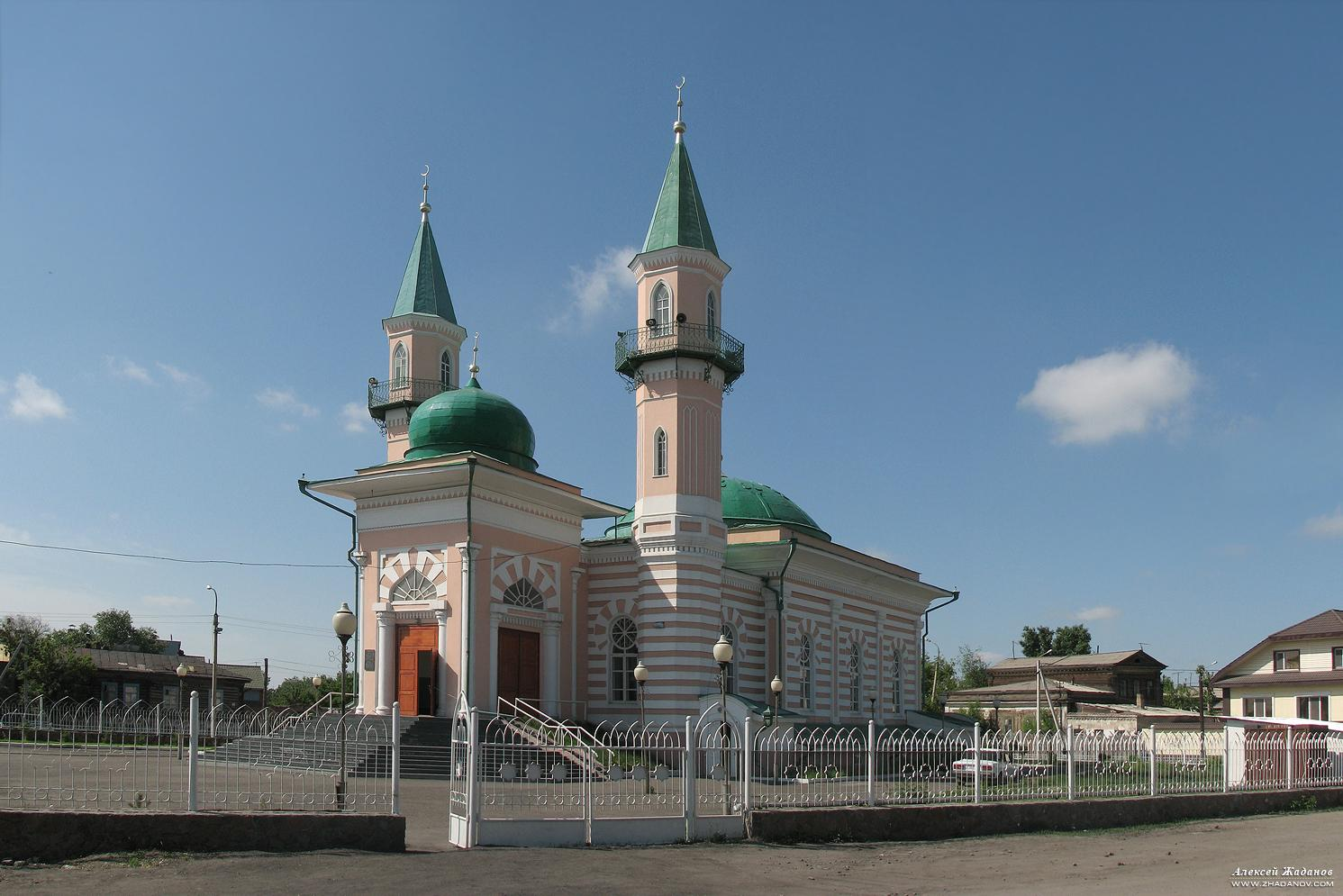